# Congrès de Brest
Le congrès de Brest est le 71e congrès ordinaire du Parti socialiste qui se tient les 21, 22 et 23 novembre 1997, quelques mois après la dissolution de 1997 de Jacques Chirac qui amène Lionel Jospin à l'hôtel de Matignon et la Gauche plurielle au pouvoir.

## Listes des contributions générales déposées
La phase des contributions générales et thématiques précède celle des motions. Elle permet de faire valoir des idées de groupe qui se rassemblent lors de celles des motions, beaucoup moins nombreuses. 
Huit contributions générales sont déposées :
- Réussir ensemble : présentée par François Hollande premier secrétaire délégué, Claude Estier, Jean-Marc Ayrault et la quasi totalité des secrétaires nationaux (dont Jean-Pierre Bel, Alain Bergounioux, Jean-Christophe Cambadélis, Vincent Peillon, Marisol Touraine, Manuel Valls).
- A gauche pour réussir : présentée par les ex-poperenistes (Philippe Bassinet, Michel Debout, Marie-Thérèse Mutin, Alain Vidalies, Emmanuel Maurel).
- Rénover la pensée socialiste pour préparer le XXIe siècle : d'inspiration Blairiste, présentée par Édith Cresson et Jean-Marie Bockel.
- État d'urgence sociale : pour une autre cohérence : présentée par la Gauche socialiste (Julien Dray, Marie-Noëlle Lienemann, Jean-Luc Mélenchon, Harlem Désir).
- Réussir le changement par la réforme : présentée par Daniel Vaillant, seize ministres du gouvernement Jospin (dont Martine Aubry, Pierre Moscovici, Ségolène Royal, Dominique Strauss-Khan) et des personnalités comme Bertrand Delanoë, Benoît Hamon ou Pierre Mauroy.
- Pour franchir ensemble une nouvelle étape sur le chemin de la justice et du progrès : présentée par Louis Mermaz, Louis Mexandeau, André Vallini.
- Dix réflexions pour un socialisme moderne. Volonté et vérité : présentée par Laurent Fabius, président de l'Assemblée nationale et ancien premier secrétaire de 1992 à 1993.
- Choisir présentée par Henri Emmanuelli, ancien premier secrétaire de 1994 à 1995.

## Listes des motions déposées
La phase des motions est celles des textes finalement mis au vote des militants, après synthèse de contributions. 
Trois motions sont déposées :
- Motion A - Réussir ensemble déposée par François Hollande, soutenue par Lionel Jospin, Pierre Mauroy, Michel Rocard et les contributions de Daniel Vaillant, Laurent Fabius, Henri Emmanuelli, Louis Mermaz, Edith Cresson et une partie des ex-poperénistes (Michel Debout).
- Motion B - Réussir à Gauche déposée par les ex-poperenistes de Marie-Thérèse Mutin.
- Motion C - État d'urgence sociale : pour une autre cohérence : déposée par la Gauche socialiste.

## Résultats
François Hollande convoque le 14 octobre 1997 le congrès à Brest et non à Paris comme le lui conseillait Lionel Jospin.
Trois motions sont soumises aux militants :
- La motion A présentée par François Hollande obtient 84,07 % des suffrages ;
- La motion C présentée par la Gauche socialiste obtient 10,21 % des voix.
- La motion B présentée par Marie-Thérèse Mutin, obtient 5,43 % des voix ;

Le Congrès confirme François Hollande, qui exerce la fonction de premier secrétaire délégué depuis la nomination de Lionel Jospin à Matignon le 1er juin 1997 : il est élu le 27 novembre premier secrétaire avec 91,18 % des voix des militants, contre Jean-Luc Mélenchon.
Jean-Luc Mélenchon indiquera plus tard que François Hollande et lui-même avaient trouvé un compromis officieux sur leurs scores respectifs, que François Hollande n'avait finalement pas appliqué.

## Composition de la nouvelle direction

### Conseil national
Le conseil national exécute et fait exécuter la motion d'orientation majoritairement adoptée par le congrès. Il constitue en quelque sorte le parlement interne du parti, car il est le reflet direct de la réalité des sensibilités et des courants du PS. Il est composé de 204 membres élus lors du congrès, des 102 premiers secrétaires fédéraux :
- 172 représentants de la motion A (Hollande - Aubry -  Fabius - Emmanuelli - Mermaz)
- 21 représentants de la motion C (Gauche socialiste)
- 11 représentants de la motion B (ex-poperénistes)

Le nouveau conseil national, présidé par Michel Delebarre, désigne les membres du Bureau national et du Secrétariat national.

### Bureau national
Le bureau national assure l'administration et la direction du parti dans le cadre des attributions que lui délègue le comité directeur. Ses membres sont désignés selon les mêmes procédures que les membres du comité directeur :
- 47 membres issus de la motion A, répartis selon les différents courants[9] : 
  - 28 du « bloc majoritaire » : François Hollande, Jean-Pierre Bel, Alain Bergounioux, Jean-Christophe Cambadélis, Yves Colmou, Bertrand Delanoë, Marc Dolez, Georges Frêche, Pierre Guidoni, Sylvie Guillaume, Catherine Guy-Quint, Adeline Hazan, Serge Janquin, Jean-Marie Le Guen, Pierre Mauroy, Henri Nallet, Véronique Neiertz, Vincent Peillon, Daniel Percheron, François Rebsamen, Bernard Roman, Michèle Sabban, Michel Sapin, Jean-Pierre Sueur, Catherine Tasca, Pascal Terrasse, Marisol Touraine et Manuel Valls.
  - 13 « fabusiens » : Claude Bartolone, Sylvie Andrieux, Frédérique Bredin, Alain Claeys, Danielle Darras, Géraud Guibert, Alain Le Vern, Didier Mathus, Elisabeth Mitterrand, Jean-Claude Perez, Paul Quilès, Michel Vauzelle et Henri Weber ;
  - 4 « emmanuellistes » : Henri Emmanuelli, Raymond Forni, Jean Glavany et Didier Guillaume ;
  - 2 « mermaziens » : Louis Mermaz et Laurence Dumont.
- 5 membres issus de la motion C : Jean-Luc Mélenchon, Harlem Désir, Pascale Le Néouannic, Marie-Noëlle Lienemann et Laurence Rossignol.
- 3 membres issus de la motion B : Marie-Thérèse Mutin, Annick Aguirre et Alain Vidalies.

### Secrétariat national
Les membres du secrétariat national sont élus par le comité directeur sur proposition du premier secrétaire. Ils ont la charge de la mise en œuvre des décisions prises par le comité directeur et le bureau national. Le secrétariat national, assure ainsi la gestion du parti.
- Premier secrétaire : François Hollande
  - Secrétaire national auprès du premier secrétaire : Bernard Roman
- Secrétaire nationale à la vie associative : Sylvie Andrieux
- Secrétaire national aux élections : Jean-Pierre Bel
- Secrétaire national à la communication et à l'information des militants : Alain Bergounioux
- Secrétaire nationale à la Culture et aux médias : Frédérique Bredin
- Secrétaire national aux fédérations et aux relations extérieures : Jean-Christophe Cambadélis
  - Secrétaire national auprès des Fédérations : François Rebsamen
- Secrétaire national à la coordination et à la trésorerie : Alain Claeys
- Secrétaire nationale à l'insertion et à l'intégration : Laurence Dumont
- Secrétaire national à l'agriculture et au monde rural : Georges Garot
- Secrétaire national aux relations internationales : Pierre Guidoni
- Secrétaire nationale au développement du Parti et aux adhésions : Sylvie Guillaume
- Secrétaire national à l'emploi : Jean Glavany
- Secrétaire nationale aux questions de société : Adeline Hazan
- Secrétaire nationale aux droits de l'Homme : Cécile Helle
- Secrétaire national à l'environnement : Géraud Guibert
- Secrétaire national aux questions européennes auprès du secrétariat international : Henri Nallet
- Secrétaire national aux études : Vincent Peillon
- Secrétaire national aux réformes institutionnelles : Daniel Percheron
- Secrétaire national à la réforme des statuts : Jean-Claude Perez
- Secrétaire nationale aux femmes : Michèle Sabban
- Secrétaire national aux entreprises et aux questions économique : Michel Sapin
- Secrétaire national à l'éducation : Jean-Pierre Sueur
- Secrétaire nationale à la solidarité : Marisol Touraine